# Hétfős rögbi a 2014. évi nyári ifjúsági olimpiai játékokon
A 2014. évi nyári ifjúsági olimpiai játékokon a hétfős rögbi mérkőzéseinek Nankingban a Youth Olympic Sports Park adott otthont augusztus 17. és 20. között.
A hétfős rögbi először szerepel az ifjúsági olimpiai játékokon.

## Naptár
Az időpontok helyi idő szerint (UTC+8) értendők.
| Dátum         | Időpont     | Versenyszám                                                     |
| ------------- | ----------- | --------------------------------------------------------------- |
| Augusztus 17. | 09:00 16:00 | Fiú, csoportkör Lány, csoportkör                                |
| Augusztus 18. | 09:00 16:00 | Fiú, csoportkör Lány, csoportkör                                |
| Augusztus 19. | 09:00       | Fiú, csoportkör Lány, csoportkör                                |
| Augusztus 19. | 15:30       | Fiú, 5. helyért Lány, 5. helyért Fiú, elődöntők Lány, elődöntők |
| Augusztus 20. | 09:00       | Fiú, helyosztók Lány, helyosztók                                |

## Éremtáblázat
(A táblázatokban a rendező ország eltérő háttérszínnel, az egyes számoszlopok legmagasabb értéke vastagítással kiemelve.)
| A 2014. évi nyári ifjúsági olimpiai játékok éremtáblázata hétfős rögbiben | A 2014. évi nyári ifjúsági olimpiai játékok éremtáblázata hétfős rögbiben | A 2014. évi nyári ifjúsági olimpiai játékok éremtáblázata hétfős rögbiben | A 2014. évi nyári ifjúsági olimpiai játékok éremtáblázata hétfős rögbiben | A 2014. évi nyári ifjúsági olimpiai játékok éremtáblázata hétfős rögbiben | Olimpia  |
| ------------------------------------------------------------------------- | ------------------------------------------------------------------------- | ------------------------------------------------------------------------- | ------------------------------------------------------------------------- | ------------------------------------------------------------------------- | -------- |
|                                                                           | Ország                                                                    | Arany                                                                     | Ezüst                                                                     | Bronz                                                                     | Összesen |
| 1.                                                                        | Ausztrália (AUS)                                                          | 1                                                                         | 0                                                                         | 0                                                                         | 1        |
| 1.                                                                        | Franciaország (FRA)                                                       | 1                                                                         | 0                                                                         | 0                                                                         | 1        |
|                                                                           |                                                                           |                                                                           |                                                                           |                                                                           |          |
| 3.                                                                        | Argentína (ARG)                                                           | 0                                                                         | 1                                                                         | 0                                                                         | 1        |
| 3.                                                                        | Kanada (CAN)                                                              | 0                                                                         | 1                                                                         | 0                                                                         | 1        |
|                                                                           |                                                                           |                                                                           |                                                                           |                                                                           |          |
| 5.                                                                        | Fidzsi-szigetek (FIJ)                                                     | 0                                                                         | 0                                                                         | 1                                                                         | 1        |
| 5.                                                                        | Kína (CHN)                                                                | 0                                                                         | 0                                                                         | 1                                                                         | 1        |
|                                                                           |                                                                           |                                                                           |                                                                           |                                                                           |          |
| Összesen                                                                  | Összesen                                                                  | 2                                                                         | 2                                                                         | 2                                                                         | 6        |

## Érmesek

### Fiú
| A 2014. évi nyári ifjúsági olimpiai játékok érmesei fiú hétfős rögbiben | A 2014. évi nyári ifjúsági olimpiai játékok érmesei fiú hétfős rögbiben | A 2014. évi nyári ifjúsági olimpiai játékok érmesei fiú hétfős rögbiben |
| ----------------------------------------------------------------------- | ----------------------------------------------------------------------- | ----------------------------------------------------------------------- |
| Arany                                                                   | Ezüst                                                                   | Bronz                                                                   |
| Franciaország (FRA)                                                     | Argentína (ARG)                                                         | Fidzsi-szigetek (FIJ)                                                   |

### Lány
| A 2014. évi nyári ifjúsági olimpiai játékok érmesei lány hétfős rögbiben | A 2014. évi nyári ifjúsági olimpiai játékok érmesei lány hétfős rögbiben | A 2014. évi nyári ifjúsági olimpiai játékok érmesei lány hétfős rögbiben |
| ------------------------------------------------------------------------ | ------------------------------------------------------------------------ | ------------------------------------------------------------------------ |
| Arany                                                                    | Ezüst                                                                    | Bronz                                                                    |
| Ausztrália (AUS)                                                         | Kanada (CAN)                                                             | Kína (CHN)                                                               |